# Lijst van joodse feest- en gedenkdagen
Dit is een lijst van joodse feest- en gedenkdagen.

## Wekelijks
Sjabbat

## Maandelijks
Rosj Chodesj

## Jaarlijks, per maand

### Tisjri(september/oktober)
- 1-2 Rosj Hasjana - het joodse Nieuwjaar. Twee dagen van inkeer en gebed. In de synagoge wordt op de sjofar geblazen.
- 1-10 Aseret Jemé Tesjoewa - de Tien Dagen van Inkeer. Tien dagen van extra gebeden, tasjliech, verzoening met familie en vrienden en uiteindelijk met God, die aanvangen met Rosj Hasjana en eindigen met Jom Kipoer.
- 10 Jom Kipoer - Grote Verzoendag. Vastendag om tot inkeer te komen. In de synagoge wordt op de sjofar (ramshoorn) geblazen.
- 15-21 Soekot - Loofhuttenfeest. Herinnering aan de tijd dat de Israëlieten in de woestijn in hutten leefden. Dit feest duurt zeven dagen. In de eigen tuin wordt een soeka (loofhut) gebouwd, waarin wordt gegeten en soms ook geslapen.
- 22 Sjemini Atseret - Slotfeest. Afsluiting van Soekot.
- 22-23 Simchat Thora - Vreugde van de Wet. Feest van de Thora, begin van een nieuwe cyclus Thoralezen.

### Chesjvan(oktober/november)
- 29 Sigd, feestdag van de Ethiopisch-Joodse gemeenschap (50 dagen na Jom Kippoer, analoog aan de 50 dagen tussen Pesach en Sjawoe'ot).

### Kislew(november/december)
- 25-30 Chanoeka (feest van het licht) - Feest van de herinwijding van de Tempel.

### Sjevat(januari/februari)
- 15 Toe Bisjwat - het nieuwe jaar van de bomen, ook vaak een boomplantingsdag.

### Adar(februari/maart)
- 14 Taäniet Ester - Vastendag die aan Poerim voorafgaat.
- 15 Poerim (Lotenfeest) - Feest over de slimme koningin Esther. Kinderen verkleden zich en er worden hamansoren gegeten.

### Nisan(maart/april)
- 15-22 Pesach - Herinnering aan de uittocht uit Egypte en de bevrijding van de slavernij. Als symbool voor de haastige uittocht worden matzes (ongerezen brood) gegeten.
- Omertelling Het tellen van de dagen en weken van Pesach tot Sjavoeot, namelijk zeven weken.
- 27 Jom Hasjoa (dag ter herdenking van de catastrofe) - Israëlische herdenkingsdag van de joodse slachtoffers van de Shoah. (niet in het charedisch jodendom). Wordt op een andere datum gehouden als 27 nisan op sjabbat valt.

### Iar(april/mei)
- Omertelling (voortgezet)
- 4 Jom Hazikaron - Herdenking voor gevallen Israëlische soldaten
- 5 Jom Haätsmaoet - Onafhankelijkheidsdag van Israël

- 28 Jom Jeroesjalajiem - Viering van de hereniging van Jeruzalem

### Sivan(mei/juni)
- Omertelling (voortgezet)
- 6-7 Sjavoeot (Wekenfeest) - Herinnert aan de Thora die aan Mozes werd gegeven op de berg Sinaï.

### Tammoez(juni/juli)
- 17 17e Tammoez - Vastendag, begin van de drie weken van rouw die eindigen met Tisja Beav.

### Av(juli/augustus)
- 9 Tisja Beav (de 9e van de maand av) - Herdenking van de verwoesting van de eerste en de tweede Tempel.

## Elke 28 jaar
- Birkat Hachama